# Рахимов, Камалдин
Камалдин Рахимов (род. 1928, г. село Бешкапа, Риштанский район, Ферганской области, Узбекистана)  — дехканин, бригадир хлопководческого звена, Герой Социалистического Труда.

## Биография
Родился в семье крестьянина в кишлаке Бешкапа Риштанского района Ферганской области Узбекской ССР. Узбек. 
Окончив начальную школу, работал почтальоном. С 1946 года - бригадир хлопководческого звена колхозов "Янги замон", "Киров". 
Бригада К. Рахимова получила с каждого гектара в 1949 году - 61,7, а в 1950 году - 72,4 центнера хлопка (самые высокие показатели в республике).
В 1951 году за особо выдающейся новаторскую деятельность в области сельского хозяйства бригадир хлопководческого звена Рахимов Комолиддин удостоен звания Героя Социалистического Труда. Вместе с ним были награждены звеньевые К. Зарипова (орденом Ленина), О. Усманов, С. Рахимова (орденами Трудового Красного Знамени), О. Хосилхужаева (орденом "Знак Почёта").
В 1951-1959 годах - агроном, с 1960 года - бригадир колхоза имени Кирова Риштанского района Ферганской области.

## Награды
- Герой Социалистического Труда
- Орден Ленина